# Драфт ВНБА
Драфт ВНБА — ежегодная процедура выбора игроков, во время которой двенадцать клубов женской национальной баскетбольной ассоциации могут выбрать новых баскетболисток из кадрового резерва студенческих команд и из числа профессиональных игроков других команд ВНБА. Первая церемония драфта прошла в 1997 году. По правилам лиги молодые игроки имеют право принимать участие в церемонии драфта только по достижении 21-летнего возраста и по окончании четырёхлетнего обучения в каком-либо университете или спустя четыре года после окончания средней школы.

## Структура драфта
Первый драфт ВНБА в отличие от всех последующих проходил в три этапа, в которых команды лиги комплектовали свой состав. На первом этапе проходило начальное распределение игроков, во время которого 16 баскетболисток были рассредоточены среди восьми команд в произвольном порядке. На втором этапе проходил так называемый элитный драфт, во время которого были выбраны игроки, выступавшие в профессиональных лигах, как правило международных, который состоял из двух раундов и добавил ещё по два игрока в каждую команду. На третьем этапе проходил уже основной драфт, состоявший из четырёх раундов.
В результате увеличения количества команд ассоциации следующие три сезона ВНБА (1998, 1999 и 2000) церемонию основного драфта предворяли так называемые драфты расширения. В 1998 и 1999 годах к лиге присоединились по две команды («Детройт Шок» с «Вашингтон Мистикс» и «Миннесота Линкс» с «Орландо Миракл» соответственно), а в 2000 — сразу четыре («Индиана Фивер», «Майами Сол», «Сиэтл Шторм» и «Портленд Файр»). Также драфты расширения предворяли турниры 2006 и 2008 годов, во время которых состав лиги пополняло по одному клубу («Чикаго Скай» и «Атланта Дрим» соответственно).
Первые шесть драфтов ВНБА (с 1997 по 2002) состояли из четырёх раундов, начиная с 2003 года все драфты стали проходить в три раунда.
Помимо драфта расширения в ВНБА прошло пять драфтов распределения, во время которых игроки клубов, прекративших своё существование, рассредотачивались среди действующих команд. Впервые драфт распределения прошёл в 2003 году, во время которого было расформировано две команды: «Майами Сол» и «Портленд Файр». В дальнейшем было расформировано ещё четыре команды, по одной в каждый из годов: «Кливленд Рокерс» — в 2004, «Шарлотт Стинг» — в 2007, «Хьюстон Кометс» — в 2009 и «Сакраменто Монархс» — в 2010 году. Драфт распределения проходил в формате селекторного совещания.

## Лотерея драфта
Ежегодно в межсезонье ВНБА проводит лотерею драфта, цель которой состоит в том, чтобы определить порядок выбора на предстоящем драфте среди команд, не попавших в плей-офф. Лотерея драфта стала проводиться только с конца 2002 года, в которой участвовали шесть клубов, а до этого право выбора под 1-м номером получала худшая команда прошедшего сезона. С 2003 по 2010 годы количество команд, участвовавших в лотерее драфта, постоянно изменялось (то пять, то шесть), так как состав ВНБА то пополняла, то покидала одна из команд, за исключением 2005 года. С 2011 года по настоящее время в лотерее драфта неизменно принимает участие всего четыре клуба, так как после расформирования «Сакраменто Монархс» состав лиги больше не изменялся. Изначально лотерея драфта не вещалась по телевидению и только с 2013 года стала транслироваться на кабельном канале SportsCenter.

## Выбор игроков
В ВНБА отсутствуют какие-либо ограничения на то, из каких частей света приглашать игроков для участия в чемпионате, однако некоторые изменения правил лиги поставили зарубежных игроков в более жёсткие возрастные ограничения, в отличие от игроков студенческих команд. Однако спортивные студенческие организации, прежде всего NCAA, запретили игрокам студенческих команд выступать в любых профессиональных лигах одновременно с участием в коллегиальных соревнованиях. После того как игрок подписывает договор с одним из клубов ВНБА, он имеет право в межсезонье выступать в заокеанских лигах, многие из которых играют в Европе или Австралии.
Лотерея драфта позволяет одной из худших команд прошедшего сезона выбрать на предстоящей ярмарке талантов под первым номером наиболее перспективного игрока для того, чтобы повысить средний уровень всех команд лиги и уравнять их шансы в следующем сезоне. Защитник университета Теннесси, Дина Хэд, является самым возрастным первым номером драфта (27 лет), которая была выбрана в 1997 году на, так называемом, элитном драфте ВНБА, единственном в её истории, а выбранная в 2001 году Лорен Джексон — самой молодой (19 лет). Восемь баскетболисток, выбранных под первым номером драфта, Тина Томпсон, Лорен Джексон, Сью Бёрд, Дайана Таурази, Джанель Маккарвилл, Сеймон Огастус, Майя Мур и Бриттни Грайнер, в разные года приводили свои клубы к чемпионскому титулу. Кроме того в 2013 году чемпионами ассоциации в составе команды «Миннесота Линкс» стали сразу три первых номера драфта, Маккарвилл, Огастус и Мур, в 2004, 2010, 2011 и 2014 годах — по два, Джексон с Бёрд в первых двух случаях («Сиэтл Шторм»), Огастус с Мур в третьем («Миннесота Линкс») и Таурази с Гринер в последнем («Финикс Меркури»), а Томпсон является самым титулованным первым номером драфта, выиграв первые четыре чемпионата ВНБА в составе «Хьюстон Кометс» (1997, 1998, 1999 и 2000).